# مات ولز
مات ولز (بالإنجليزية: Matt Wells)‏ هو لاعب كرة قدم أمريكية أمريكي، ولد في 10 أغسطس 1973 في كولومبيا في الولايات المتحدة.